# Tsumkwe (Wahlkreis)
Tsumkwe ist ein Wahlkreis in der Region Otjozondjupa im zentralen Nordosten Namibias. Verwaltungssitz ist die gleichnamige Siedlung Tsumkwe. Der Kreis umfasst eine Fläche von 28.491 Quadratkilometer und hat 15.357 Einwohner (Stand 2023) und somit eine Bevölkerungsdichte von nur 0,5 Einwohner je km².
Der Wahlkreis verfügt über 17 Schulen und den gleichnamigen Grenzübergang nach Botswana.
Wichtigster Wirtschaftszweig ist die Landwirtschaft, wobei etwa 30 Prozent der Einwohner von der Viehzucht, der Rest vom Feldfruchtanbau abhängig ist. Der Tourismus, vor allem im Nyae-Nyae-Kommunalschutzgebiet, spielt eine wichtige Rolle.

## Wahlen
| Wahl | Name               | Partei | Stimmenanteil |
| ---- | ------------------ | ------ | ------------- |
| 1992 |                    |        |               |
| 1998 | Jonathan Katjimune | DTA    | 51,3 %        |
| 2004 | Moses Coma         | SWAPO  | 59,5 %        |
| 2010 | Moses Coma         | SWAPO  | 58,1 %        |
| 2015 | Fransina Ghauzz    | SWAPO  | 59,4 %        |
| 2020 | Johannes Hausiku   | SWAPO  | 39,3 %        |